# هارلی ریس
هارلی ریس (انگلیسی: Harley Race; ۱۱ آوریل ۱۹۴۳ – ۱ اوت ۲۰۱۹) کشتی‌گیر کشتی حرفه‌ای، و مربی (کشتی حرفه‌ای) اهل ایالات متحده آمریکا بود.
از فیلم‌ها یا برنامه‌های تلویزیونی که وی در آن نقش داشته است می‌توان به رسلمانیا ۳ اشاره کرد.
وی همچنین برندهٔ جوایزی همچون تالار شهرت دبلیودبلیوای شده است.